# Gustave Kahn
Gustave Kahn (21. december 1859 – 5. september 1936) var en fransk symbolistdigter og kunstkritiker.
Han påstod at have opfundet begrebet vers libre, i hvert fald var han den første i Europa til at bruge det. Derudover brugte han også rim i sine digte.

## Udgivelser
- Les Palais nomades, 1887
- Domaine de fée, 1895
- Le Livre d'images, 1897
- Symbolistes et décadents, 1902